# ستيفن ماكدوغال
ستيفن ماكدوغال (بالإنجليزية: Steven McDougall)‏ هو لاعب كرة قدم بريطاني في مركز الهجوم، ولد في 17 يونيو 1986 في بيزلي في المملكة المتحدة. لعب مع دونفرملين أثلتيك ونادي دمبرتون ونادي كلايد.

## وصلات خارجية
- ستيفن ماكدوغال على موقع قاعدة بيانات كرة القدم.إي يو (الإنجليزية)
- ستيفن ماكدوغال على موقع Soccerbase.com (لاعب) (الإنجليزية)